# BBÖ Uh
Die BBÖ Uh war eine Schmalspur-Dampflokomotivreihe, die in den 1920er Jahren gebaut wurde.

## Geschichte

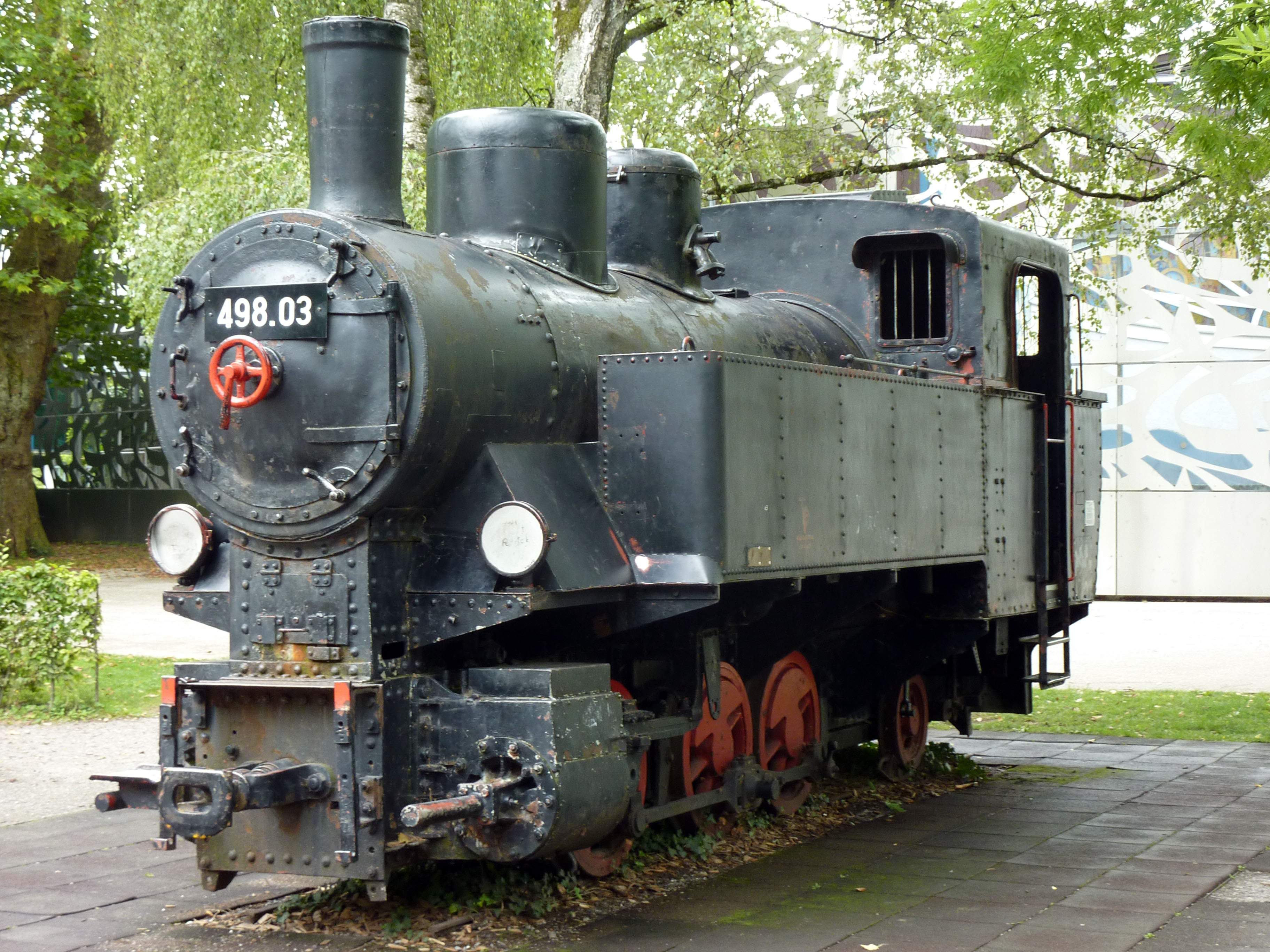
498.03 der ehemaligen Bregenzerwaldbahn als Denkmal auf einem Kinderspielplatz in Bregenz. Die Lok hat noch die Zylinder der originalen Caprottisteuerung

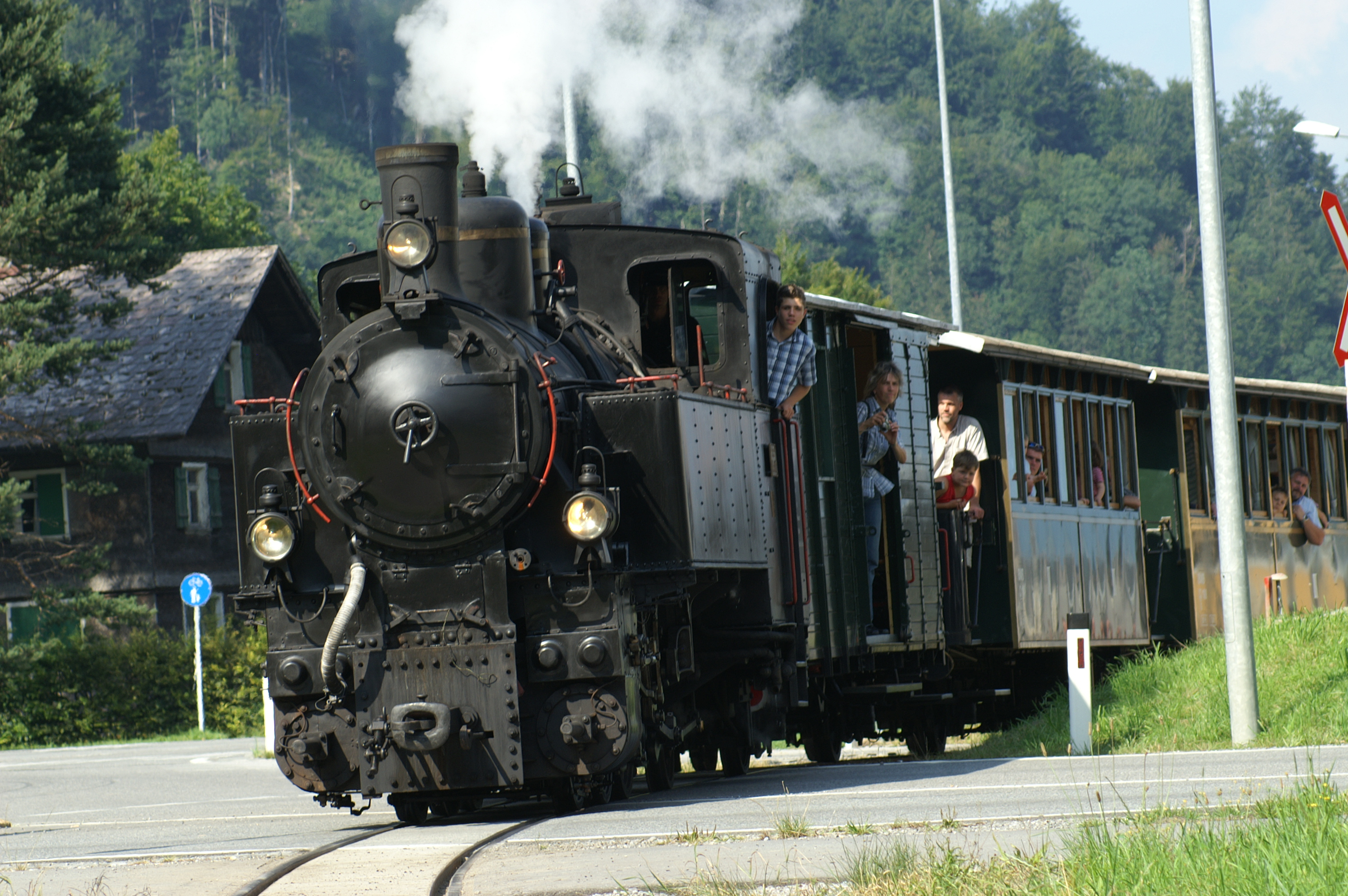
498.08 auf der Bregenzerwaldbahn

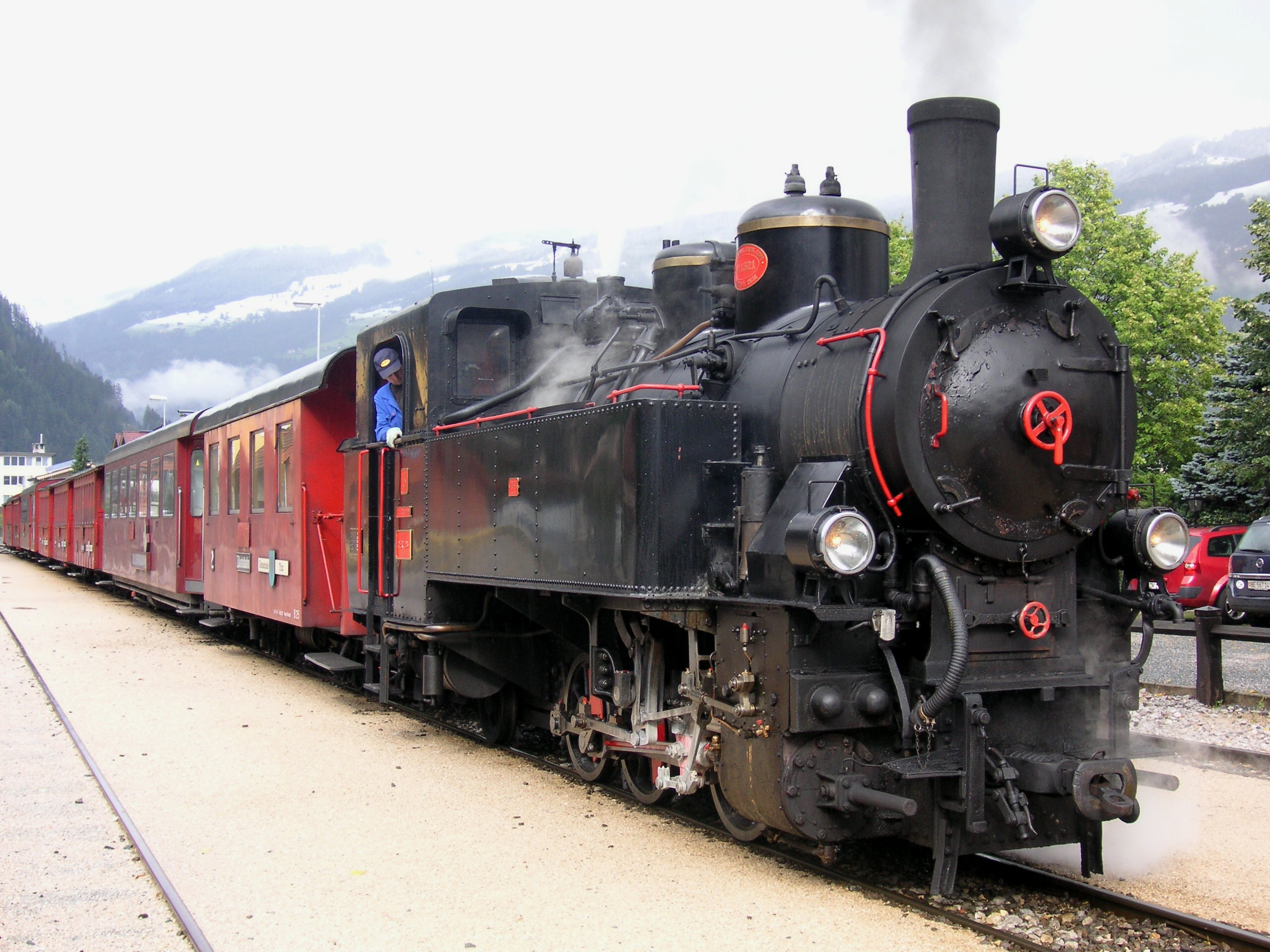
Die Nr. 5 der Zillertalbahn

Eine große Anzahl von Schmalspurlokomotiven der Reihe U verblieb nach dem Ersten Weltkrieg außerhalb des neuen Österreichs. Deshalb beschafften die Österreichischen Bundesbahnen BBÖ, auch als Ersatz für schon veraltete leistungsschwache Typen, eine neu entwickelte Serie von Heißdampflokomotiven. Die bewährte Achsfolge C1 der U wurde beibehalten, jedoch verzichtete man auf den Außenrahmen unter dem Führerhaus, stattdessen wurde der gegenüber der U im Durchmesser wesentlich größere Heißdampfkessel höher gelegt, um entsprechenden Platz für die Feuerbüchse zu schaffen. Der Zylinderdurchmesser betrug 350 mm und als Steuerung wurde eine Caprotti-Ventilsteuerung gewählt. Die Höchstgeschwindigkeit betrug 40 km/h.
Zwischen 1928 und 1930 wurden sechs Lokomotiven von Krauss in Linz gebaut, deren erste auf der Ybbstalbahn zum Einsatz gelangte. Auf der Pinzgaubahn ersetzten sie die Reihe Z, welche für den Rollwagenbetrieb zu schwach war. 1931 beschaffte man bei der Lokomotivfabrik Floridsdorf noch zwei weitere Maschinen, bei denen die Caprotti-Steuerung durch die konventionellere Heusinger-Steuerung mit Lentz-Ventilen (Lentz-Ventilsteuerung) ersetzt wurde.
Aufgrund von Problemen mit der Caprotti-Steuerung sollten alle Lokomotiven auf die Lentz-Ventilsteuerung umgerüstet werden, dies kam aber nur bei der Uh.4 (498.04) und der ZB 5 zur Ausführung.
Nach der Annexion Österreichs wurden die Lokomotiven als 99.821–828 in das Nummernschema der Deutschen Reichsbahn übernommen.
Nach dem Zweiten Weltkrieg gelangten alle acht Maschinen in den Bestand der ÖBB und wurden als Reihe 498 in das 1953 eingeführte neue Nummernschema übernommen. 1960 wurden die Lokomotiven 498.01, 02 und 05 ausgemustert und an die Österreichisch-Alpine Montangesellschaft verkauft. Diese änderten die Spurweite der Loks auf 830 mm und setzten sie bis zu deren Elektrifizierung und Umspurung auf 900 mm im Jahr 1967 auf der Erzbahn in Radmer in der Steiermark ein.
Die restlichen Lokomotiven blieben bis ca. Mitte der 1960er-Jahre im Einsatz und wurden letztendlich durch die Diesellokomotiven der Reihe 2095 ersetzt. Formell ausgemustert wurden die 498er aber erst 1973, nachdem sie bereits mehrere Jahre in Ober-Grafendorf an der Mariazellerbahn abgestellt standen. Die fünf bei den ÖBB verbliebenen Maschinen wurden nach ihrer Ausmusterung als Denkmäler aufgestellt oder von Museumsbahn-Vereinen erworben.
Die als letzte gebaute 498.08 (Uh.102) steht bei der Bregenzerwaldbahn im Einsatz, 498.04 befindet sich auf der Steyrtalbahn und ist nach erfolgter Hauptuntersuchung seit September 2012 wieder betriebsbereit. Weiters ist die 498.07 bei der Pinzgauer Lokalbahn in Krimml hinterstellt worden.
Auch die Zillertalbahn beschaffte 1930 eine Lokomotive der Reihe Uh, welche dort die Nummer 5 trägt. Diese befindet sich heute noch im aktiven Einsatz vor den Touristikzügen dieser Bahn. Sie wurde 2010 mit einer Ölfeuerung ausgestattet, die sich aber nicht bewährte.